# Miroir primaire

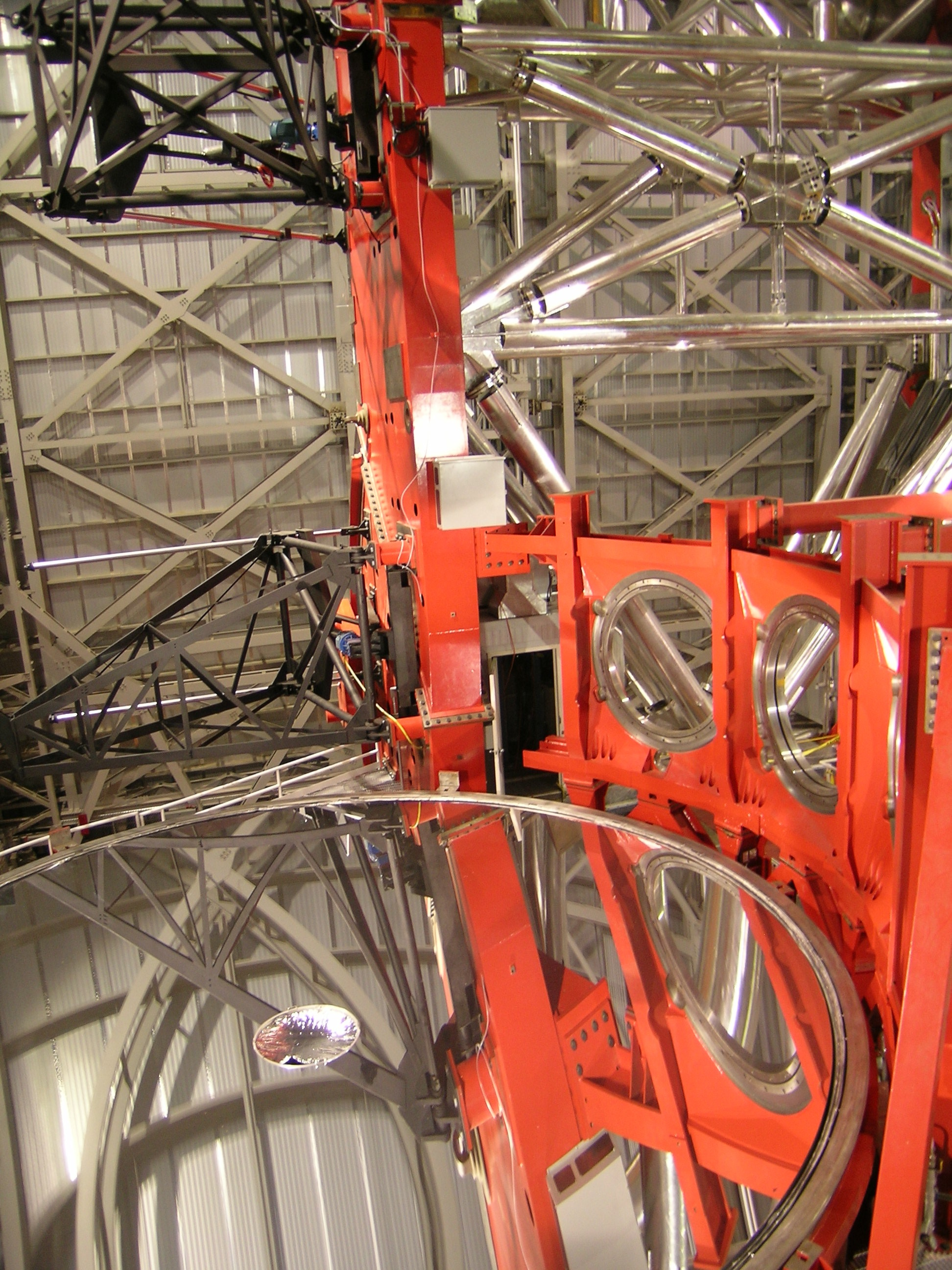
L'un des deux miroirs du LBT. Le plus grand miroir non segmenté sur un télescope optique en 2009.

En astronomie, le miroir primaire est le miroir principal d'un télescope. Il concentre les rayons lumineux vers le miroir secondaire, qui renvoie ces rayons au foyer. Lorsque le diamètre d'un télescope est donné, il s'agit du diamètre de ce miroir.

## Histoire
En 1668, Isaac Newton crée le premier télescope à miroirs en utilisant un miroir primaire de métal poli de 3,3 cm. Par la suite, jusqu'à la première moitié du XIXe siècle, le miroir primaire d'un télescope est construit à l'aide un disque de métal réfléchissant poli de forme parabolique ou sphérique, généralement constitué d'un alliage de cuivre et d'étain.
En 1895, le miroir primaire du télescope Crossley est construit à partir d'un disque de verre recouvert d'une surface réfléchissante en argent. Le même principe est utilisé lors de la fabrication du télescope Hale, mais cette fois en déposant sur le verre sous vide une couche d'aluminium. Le procédé est appelé aluminure.

## Caractéristiques physiques

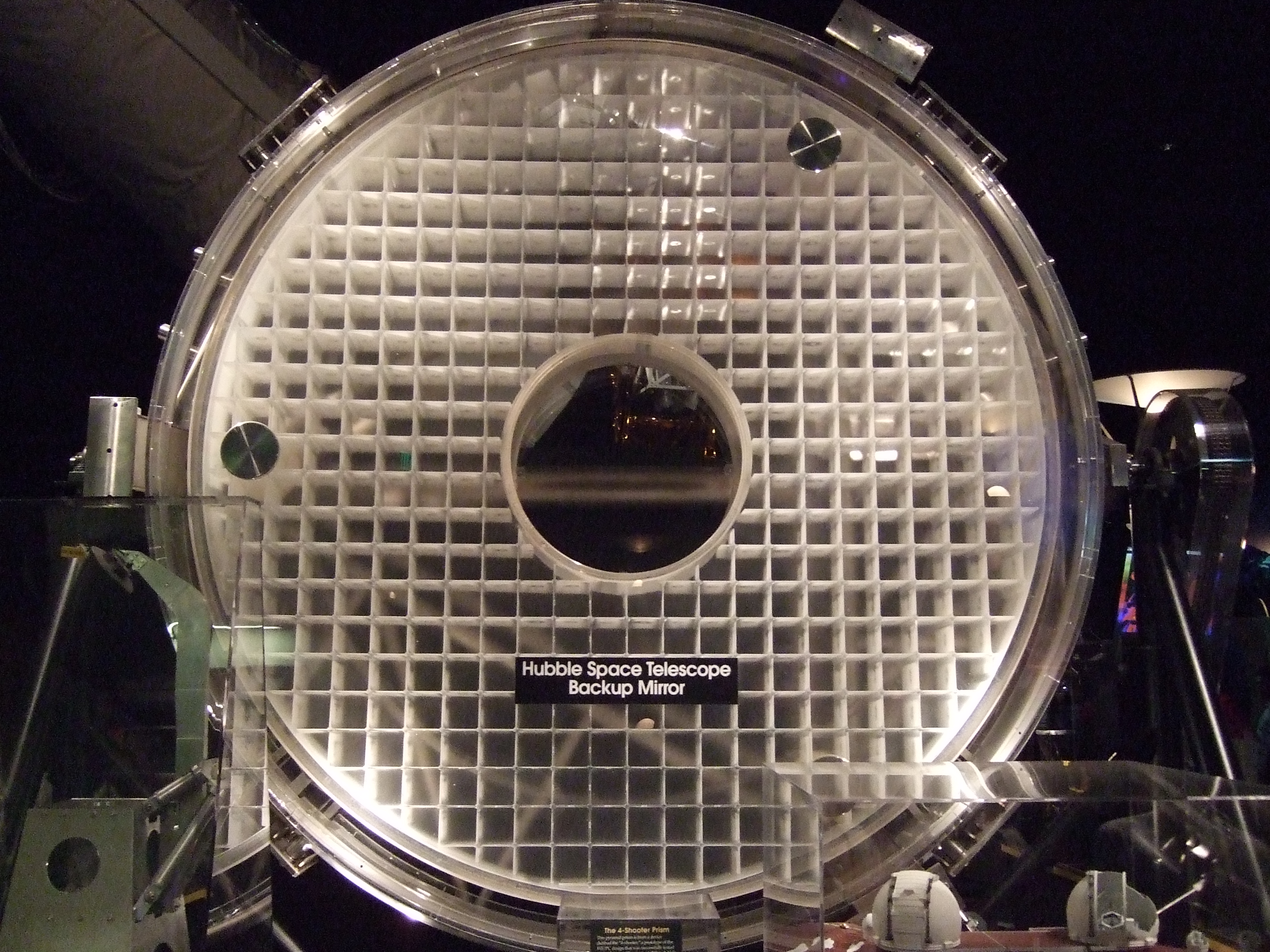
Le miroir primaire de réserve construit par Eastman Kodak pour le télescope Hubble (le miroir n'a jamais été recouvert d'une surface réfléchissante, ainsi sa structure de support en nid d'abeilles peut être vue). Il est maintenant exposé au National Air and Space Museum à Washington, DC.

Les miroirs primaires solides doivent supporter leur propre poids sans se déformer sous l'effet de la gravité, ce qui limite la taille maximale pour un miroir primaire fait d'une pièce.
La configuration en miroirs séparés est utilisée afin de contourner cette limite de taille imposée par des miroirs uniques. Par exemple, le télescope géant Magellan sera composé de 7 miroirs primaires de 8,4 m. Son objectif sera donc équivalent à un seul miroir de 24,5 m (80,4 pieds).

## Superlatifs
Le plus grand télescope optique au monde à n'utiliser qu'un seul miroir non segmenté comme miroir primaire est le télescope Subaru de 8,2 m de l'observatoire astronomique national du Japon, situé à l'observatoire du Mauna Kea à Hawaï depuis 1997 ; toutefois, il n'est pas le plus grand miroir simple dans un télescope, le Large Binocular Telescope (fruit d'une collaboration entre les États-Unis, l'Allemagne et l'Italie) possède deux miroirs de 8,4 m qui peuvent être utilisés de concert en mode interférométrique. Ces deux miroirs primaires sont plus petits que le miroir primaire segmenté de 10 m des deux télescopes Keck.